# Pérouse
Pérouse (deutsch früher Pfeffershausen) ist eine französische Gemeinde mit 1199 Einwohnern (Stand: 1. Januar 2022) im Territoire de Belfort in der Region Bourgogne-Franche-Comté. Die Bewohner werden Pérousiens und Pérousiennes genannt.
Die Gemeinde erhielt 2023 die Auszeichnung „Zwei Blumen“, die vom Conseil national des villes et villages fleuris (CNVVF) im Rahmen des jährlichen Wettbewerbs der blumengeschmückten Städte und Dörfer verliehen wird.

## Geographie
Pérouse liegt auf 368 m Höhe, etwa drei Kilometer östlich der Stadt Belfort (Luftlinie). Das Dorf erstreckt sich im leicht hügeligen Land im nördlichen Abschnitt der Burgundischen Pforte, östlich des Tals der Savoureuse in einer Mulde im Quellgebiet des Trovaivre.
Die Fläche des 4,90 km² großen Gemeindegebiets umfasst einen Abschnitt der leicht gewellten Landschaft im Bereich der Burgundischen Pforte (Trouée de Belfort). Der zentrale Teil des Gebietes wird von einer Mulde eingenommen, in der der Trovaivre entspringt. Dieser Bach sorgt für die Entwässerung nach Osten zur Bourbeuse und damit zur Allaine. Flankiert wird diese breite Mulde im Süden, Westen und Norden von teils mit Acker- und Wiesland, teils mit Wald bestandenen Anhöhen, die zwischen 380 m und 440 m gipfeln. Im Süden befindet sich die Waldhöhe Ragie au Bailly, im Südwesten die Kuppe mit dem Fort des Hautes Perches (mit 443 m die höchste Erhebung von Pérouse) und im Norden der Bois des Fourches sowie knapp außerhalb des Gemeindebodens das Fort de la Justice von Belfort.
Nachbargemeinden von Pérouse sind Denney im Norden, Bessoncourt und Chèvremont im Osten, Vézelois und Danjoutin im Süden sowie Belfort im Westen.

## Geschichte
Erstmals urkundlich erwähnt wird Pérouse bereits im 11. Jahrhundert unter den Namen Pfetterhausen und Pheterhausen. Zunächst im Einflussbereich der Herren von Montbéliard stehend, gelangte das Dorf Mitte des 14. Jahrhunderts unter die Oberhoheit der Habsburger. Es gehörte zur Herrschaft Belfort. Durch schwedische Truppen wurde Pérouse 1630 während des Dreißigjährigen Krieges fast vollständig zerstört und war danach vermutlich längere Zeit nicht bewohnt. Zusammen mit dem Sundgau kam Pérouse mit dem Westfälischen Frieden 1648 an die französische Krone.

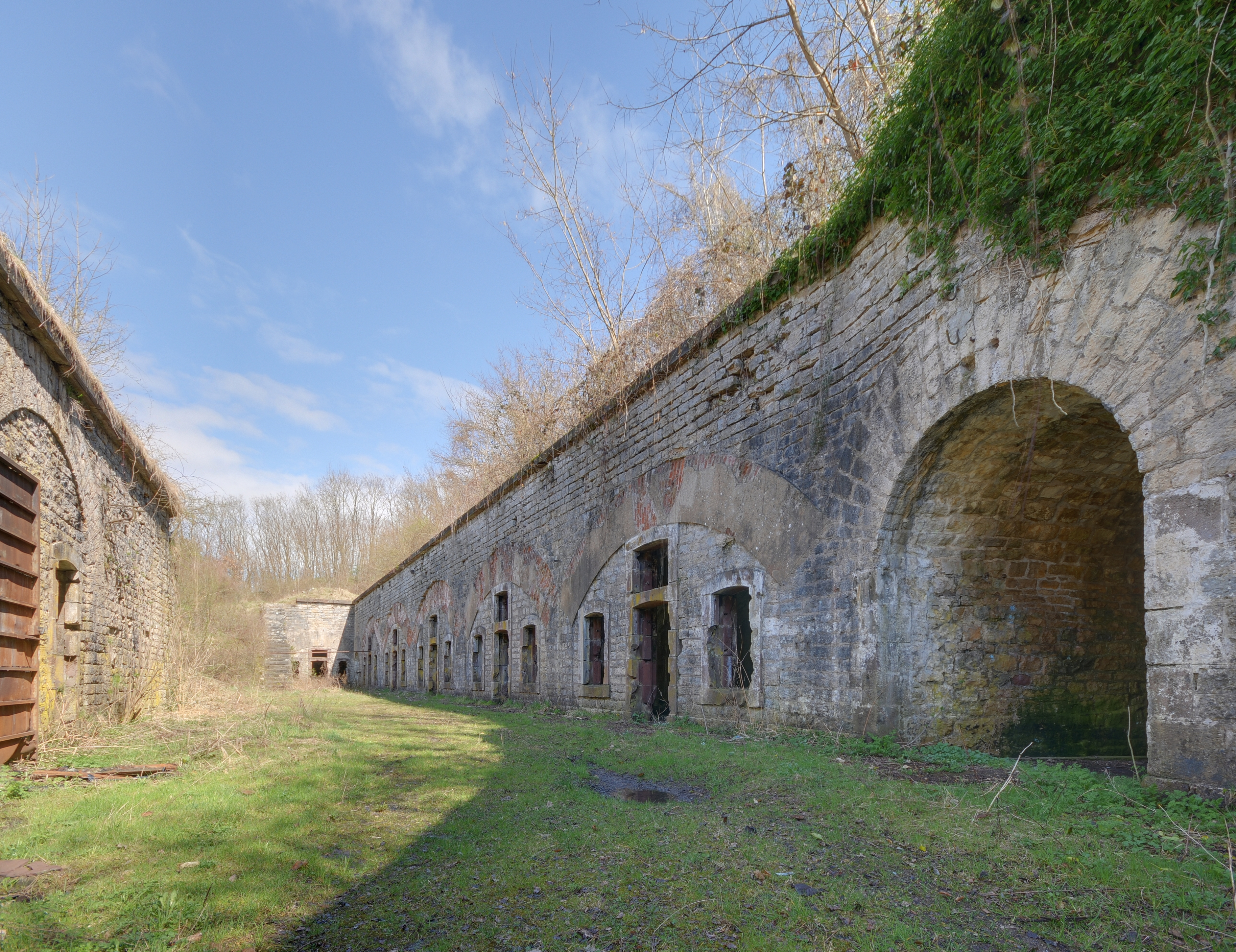
Fort des Hautes-Perches

Seit 1793 gehörte das Dorf zum Département Haut-Rhin, verblieb jedoch nach dem Deutsch-Französischen Krieg 1871 als Teil des arrondissement subsistant du Haut-Rhin im Gegensatz zum restlichen Elsass bei Frankreich. Bei der Belagerung von Belfort durch die Österreicher (1815) und durch die Preußen (1871) wurde Pérouse verwüstet. Durch einen Brand 1871 wurde das Gemeindearchiv vernichtet. Ab Mitte der 1880er Jahre wurde das Fort des Hautes-Perches errichtet, das einen Teil des Befestigungsringes um Belfort bildete. Seit 1973 war Pérouse Teil der Agglomeration Belfort, aus der 1999 der Gemeindeverband Communauté d’Agglomération Belfortaine entstand, der wiederum 2017 in die Grand Belfort Communauté d’Agglomération aufging.

## Sehenswürdigkeiten
Die Matthäuskirche (Église Saint-Mathieu) wurde Mitte des 18. Jahrhunderts neu erbaut und im 19. Jahrhundert nach Beschädigungen jeweils wieder hergerichtet. Aus dem 19. Jahrhundert stammt das Lavoir.
|  |  |  |

## Bevölkerung
| Bevölkerungsentwicklung | Bevölkerungsentwicklung |
| Jahr                    | Einwohner               |
| ----------------------- | ----------------------- |
| 1962                    | 619                     |
| 1968                    | 590                     |
| 1975                    | 633                     |
| 1982                    | 727                     |
| 1990                    | 800                     |
| 1999                    | 901                     |
| 2006                    | 938                     |
| 2013                    | 1136                    |
| 2020                    | 1180                    |

Mit 1199 Einwohnern (1. Januar 2022) gehört Pérouse zu den kleineren Gemeinden des Département Territoire de Belfort. Nachdem die Einwohnerzahl am Anfang des 20. Jahrhunderts stets im Bereich zwischen 500 und 580 Personen gelegen hatte, wurde seit Beginn der 1970er Jahre ein deutliches Bevölkerungswachstum verzeichnet. Heute ist das Siedlungsgebiet von Pérouse beinahe lückenlos mit demjenigen von Belfort zusammengewachsen.

## Wirtschaft und Infrastruktur
Pérouse war bis weit ins 20. Jahrhundert hinein ein vorwiegend durch die Landwirtschaft (Ackerbau, Obstbau und Viehzucht) geprägtes Dorf. Dank der verkehrsgünstigen Lage nahe dem Autobahnanschluss entwickelte sich seit den 1970er Jahren am Ortsrand eine Industrie- und Gewerbezone, in der sich vor allem Unternehmen des Bau- und Transportgewerbes niederließen. Daneben gibt es im alten Ortskern verschiedene Betriebe des Kleingewerbes. Viele Erwerbstätige sind auch Pendler, die in den Agglomerationen Belfort und Montbéliard ihrer Arbeit nachgehen.
Die Ortschaft ist verkehrstechnisch gut erschlossen. Sie liegt an der Departementsstraße D419 (ehemalige Route nationale 19), die von Belfort nach Altkirch führt. Der nächste Anschluss an die Autobahn A36, welche das Gemeindegebiet durchquert, befindet sich in einer Entfernung von ungefähr einem Kilometer. Weitere Straßenverbindungen bestehen mit Chèvremont und Vézelois. Durch eine Buslinie ist Pérouse mit der Stadt Belfort verbunden.